# 小行星25764
小行星25764（25764 Divyanag）是一颗绕太阳运转的小行星，为主小行星带小行星。该小行星于2000年2月发现。

## 轨道参数
小行星25764的轨道半长轴为335 938 514 km，2.2455783 UA，离心率为0.133。